# Лахор
Лахор (لاور) је главни град пакистанског дела Панџаба и други град по величини у Пакистану. Према подацима из 2017. у граду је живело 11.126.285 становника. Лахор је један од најбогатијих градова у Пакистану, са процењеним БНП од $58,14 милијарди (PPP) према подацима из 2015. Лахор је највећи град, и историјски културни центар панџабског региона, и један од највише друштвено либералних, прогресивних, и космополитских градова Пакистана. Историјски је био познат по богатом могулском наслеђу. Лахор се сматра културним центром Пакистана. Постоји и мала филмска индустрија у Лахору (локално се зове Лоливуд).

## Географија
Лахор лежи између 31°15′—31°45′ С и 74°01′—74°39′ И. Град је ограничен на северу и западу Шекхупура округом, на истоку Вагахом, и на југу Касурским округом. Река Рави протиче на северној страни Лахора. Укупна копнена површина града је 404 km².

### Клима
Лахор има полусушну климу (Кепенова класификација клима BSh). Најтоплији месец је јун, са просечном високом температуром која надмашује 40 °C (104,0 °F). Монсунска сезона почиње у касном јуну, и највлажнији месец је јул, са тешким кишним падавинама, вечерњом грмљавином и могућим провалама облака. Најхладни месец је јануар са густом маглом.
Градски рекорд високе температуре је био 48,3 °C (118,9 °F), која је забележена 30. маја 1944. године. Температура од 48 °C (118 °F) је била забележена 10. јуна 2007. године. У време када је метеоролошки центар забележио ову званичну температуру у хладу, пријављено је да је индекс топлоте на директно осунченом простору био 55 °C (131 °F). Рекордно ниска температура од −1 °C (30 °F), забележена је 13. фебруара 1967. Највиши ниво кише током 24-часовног периода period је 221 mm (8,7 in), који је забележен 13. августа 2008. Дана 26. фебруара 2011, у Лахору је пала тешка киша и град 4,5 mm (0,18 in), који је покрио путеве и тротоаре градом по први пут у записаној историји града.
| Клима Лахора (1961–1990)      | Клима Лахора (1961–1990) | Клима Лахора (1961–1990) | Клима Лахора (1961–1990) | Клима Лахора (1961–1990) | Клима Лахора (1961–1990) | Клима Лахора (1961–1990) | Клима Лахора (1961–1990) | Клима Лахора (1961–1990) | Клима Лахора (1961–1990) | Клима Лахора (1961–1990) | Клима Лахора (1961–1990) | Клима Лахора (1961–1990) | Клима Лахора (1961–1990) |
| Показатељ \ Месец             | .Јан.                    | .Феб.                    | .Мар.                    | .Апр.                    | .Мај.                    | .Јун.                    | .Јул.                    | .Авг.                    | .Сеп.                    | .Окт.                    | .Нов.                    | .Дец.                    | .Год.                    |
| ----------------------------- | ------------------------ | ------------------------ | ------------------------ | ------------------------ | ------------------------ | ------------------------ | ------------------------ | ------------------------ | ------------------------ | ------------------------ | ------------------------ | ------------------------ | ------------------------ |
| Апсолутни максимум, °C (°F)   | 27,8 (82)                | 33,3 (91,9)              | 37,8 (100)               | 46,1 (115)               | 48,3 (118,9)             | 47,2 (117)               | 46,1 (115)               | 42,8 (109)               | 41,7 (107,1)             | 40,6 (105,1)             | 35,0 (95)                | 30,0 (86)                | 48,3 (118,9)             |
| Максимум, °C (°F)             | 19,8 (67,6)              | 22,0 (71,6)              | 27,1 (80,8)              | 33,9 (93)                | 38,6 (101,5)             | 40,4 (104,7)             | 36,1 (97)                | 35,0 (95)                | 35,0 (95)                | 32,9 (91,2)              | 27,4 (81,3)              | 21,6 (70,9)              | 30,8 (87,4)              |
| Просек, °C (°F)               | 12,8 (55)                | 15,4 (59,7)              | 20,5 (68,9)              | 26,8 (80,2)              | 31,2 (88,2)              | 33,9 (93)                | 31,5 (88,7)              | 30,7 (87,3)              | 29,7 (85,5)              | 25,6 (78,1)              | 19,5 (67,1)              | 14,2 (57,6)              | 24,32 (75,78)            |
| Минимум, °C (°F)              | 5,9 (42,6)               | 8,9 (48)                 | 14,0 (57,2)              | 19,6 (67,3)              | 23,7 (74,7)              | 27,4 (81,3)              | 26,9 (80,4)              | 26,4 (79,5)              | 24,4 (75,9)              | 18,2 (64,8)              | 11,6 (52,9)              | 6,8 (44,2)               | 17,8 (64)                |
| Апсолутни минимум, °C (°F)    | −2,2 (28)                | 0,0 (32)                 | 2,8 (37)                 | 10,0 (50)                | 14,0 (57,2)              | 18,0 (64,4)              | 20,0 (68)                | 19,0 (66,2)              | 16,7 (62,1)              | 8,3 (46,9)               | 1,7 (35,1)               | −1,1 (30)                | −2,2 (28)                |
| Количина кише, mm (in)        | 23,0 (0,906)             | 28,6 (1,126)             | 41,2 (1,622)             | 19,7 (0,776)             | 22,4 (0,882)             | 36,3 (1,429)             | 202,1 (7,957)            | 163,9 (6,453)            | 61,1 (2,406)             | 12,4 (0,488)             | 4,2 (0,165)              | 13,9 (0,547)             | 628,8 (24,757)           |
| Сунчани сати — месечни просек | 218,8                    | 215,0                    | 245,8                    | 276,6                    | 308,3                    | 269,0                    | 227,5                    | 234,9                    | 265,6                    | 290,0                    | 259,6                    | 222,9                    | 3.034                    |
| Извор #1: NOAA (1961—1990)    |                          |                          |                          |                          |                          |                          |                          |                          |                          |                          |                          |                          |                          |
| Извор #2: PMD                 |                          |                          |                          |                          |                          |                          |                          |                          |                          |                          |                          |                          |                          |

## Историја
Махмуд Газни је 1021. поставио на трон Малика Ајаза. Тада је Лахор постао главни град Газнавидског царства. После пада Газнавидског царства разне муслиманске династије познате као Делхијски султанат владале су Лахором. Први султан Делхијског султаната крунисан је 1206. у Лахору. Лахор је био у саставу Могулског царства од 1524. до 1752.
Ахбар Велики је одлучио 1584. да Лахор постане главни град Могулског царства. Тада је саграђена велика Лахорска тврђава на рушевинама старе тврђаве.
Шах Џахан је рођен у Лахору. Он и Џахангир су проширили тврђаву. Последњи могулски цар Аурангзеб је саградио познате грађевине: врата Алмагири и џамију Бадшахи. Сики су владали градом од 1799. до 1849, а Лахор је био главни град њиховог царства. После рата Сика и Енглеза Лахор долази под власт британске круне све до стварања Пакистана 1947. До 1947. Лахор је био главни град Панџаба. Нападом индијске авијације 1965. на Лахор почео је рат између Индије и Пакистана око Кашмира.

## Становништво
Према процени, у граду је 2006. живело 6.485.175 становника.
| 1981.     | 1998.     | 2006.     |
| --------- | --------- | --------- |
| 2.952.689 | 5.063.499 | 6.485.175 |

## Привреда
Лахор је центар за организацију ручне производње ћилима, који се производе готово свуда око Лахора. Ти ћилими представљају један од главних извозних производа Пакистана. Занатлије у Лахору могу да произведу било који ћилим користећи популарне мотиве. Око 95% произведених ћилима се извози. Многе велике компаније из области информационих технологија створиле су своју базу у Лахору.

### Саобраћај
Због великог раста индустрије и саобраћаја Лахор има јако загађен ваздух. Смог је понекад такав да је видљивост само неколико метра. Саобраћајне гужве су изузетно велике, а саобраћајни удеси јако чести. Главно седиште пакистанске железнице је у Лахору. Крај града је 2003. изграђен нови аеродром.

### Туризам
У граду је очувана могулска и колонијална архитектура, која је сведочанство богате историје. Од могулске архитектуре истичу се:
- Лахорска тврђава
- џамија Бадшаи
- вртови Шаламар (подигао их је Шах Џахан)

- врата Алмагири
- маузолеји Џехангира и Нур Џахана.

Од колонијалне архитектуре вреди споменути:
- Лахорски врховни суд
- Лахорска главна пошта

Остали споменици:
- Маузолеј Ранџита Синга
- Лахорски музеј